# Elastizitätstensor
Der Elastizitätstensor bildet in der linearen Elastizität die Verzerrungen auf die Spannungen ab. Anisotropes Materialverhalten kann durch ihn abgebildet werden. Das Teilgebiet der Physik, das sich mit elastischen Verformungen befasst, wird Elastizitätstheorie genannt. Sie ist Teil der Kontinuumsmechanik und dadurch gekennzeichnet, dass elastische Deformationen reversibel sind: nach Wegfallen der äußeren Kraft kehrt das Material in seine Ausgangsform zurück. Das ist nicht mehr der Fall, wenn es zu Brüchen kommt oder zu plastischem Fließen – letzterer Fall wird durch die Plastizitätstheorie behandelt.

## Elastizitätstensor

Bezeichnung der Normal- und Schubspannungen an einem 3-dimensionalen Materialvolumen

Mechanische Spannungen werden zur Berechnung als Kraftansatz an einer (Schnitt-)Fläche eines Körpers betrachtet. Eine Kraft wird dabei zur Berechnung in die Komponente Normalspannungen ({\displaystyle \sigma }), senkrecht auf der gewählten Ebene, und Schubspannungen ({\displaystyle \tau }), in der Ebene, geteilt. Diese verschiedenen Spannungen werden im Spannungstensor zusammengefasst:
{\displaystyle {\overline {\overline {\sigma }}}={\begin{bmatrix}\sigma _{11}&\tau _{12}&\tau _{13}\\\tau _{21}&\sigma _{22}&\tau _{23}\\\tau _{31}&\tau _{32}&\sigma _{33}\end{bmatrix}}}
Entsprechend werden die Deformationen im Verzerrungstensor zusammengefasst:
{\displaystyle {\overline {\overline {\varepsilon }}}={\begin{bmatrix}\varepsilon _{11}&\varepsilon _{12}&\varepsilon _{13}\\\varepsilon _{21}&\varepsilon _{22}&\varepsilon _{23}\\\varepsilon _{31}&\varepsilon _{32}&\varepsilon _{33}\end{bmatrix}}={\begin{bmatrix}\varepsilon _{11}&\gamma _{12}/2&\gamma _{13}/2\\\gamma _{12}/2&\varepsilon _{22}&\gamma _{23}/2\\\gamma _{13}/2&\gamma _{23}/2&\varepsilon _{33}\end{bmatrix}}}
An einem einfachen Radiergummi kann man erkennen, dass ein Ziehen entlang der x-Achse nicht nur eine Deformation in x-Richtung verursacht, sondern den Radiergummi auch seitlich dünner werden lässt (Querkontraktion), d. h., {\displaystyle \sigma _{11}} hängt auch linear mit den seitlichen Verschiebungen {\displaystyle \varepsilon _{22}} und {\displaystyle \varepsilon _{33}} zusammen.
Im Folgenden seien kleine Auslenkungen angenommen. Dadurch kann das verallgemeinerte Hookesche Gesetz herangezogen werden, das einen linearen Zusammenhang zwischen Spannung und Verzerrung herstellt
{\displaystyle \sigma =C\varepsilon }.
Hierbei ist der Elastizitätstensor {\displaystyle C} ein Tensor vierter Stufe, mit 3×3×3×3 = 81 Komponenten. Komponentenweise lautet der Zusammenhang
{\displaystyle \sigma _{ij}=\sum _{k=1}^{3}\sum _{l=1}^{3}C_{ijkl}\varepsilon _{kl}}
bzw. mit der Einsteinschen Summenkonvention
{\displaystyle \sigma _{ij}=C_{ijkl}\varepsilon _{kl}}.
Zur Vereinfachung der Darstellung lassen sich unter gewissen Voraussetzungen Symmetrien der beteiligten Tensoren ausnutzen:
- Der Spannungstensor {\displaystyle \sigma } ist aufgrund der Drehimpulsbilanz symmetrisch: {\displaystyle \sigma _{ij}=\sigma _{ji}}. Hier wird – wie in den allermeisten Anwendungsfällen – implizit eine (quasi-)statische Betrachtungsweise angenommen.
- Der Verzerrungstensor {\displaystyle \varepsilon } wird unter der Annahme kleiner Auslenkungen meist als linearisierter Verzerrungstensor angenommen. In diesem Fall ist er per Definition symmetrisch, d. h. mit den Indizes aus obiger Formel gilt {\displaystyle \varepsilon _{kl}=\varepsilon _{lk}}.

Diese beiden Voraussetzungen ergeben die beiden Nebensymmetrien
{\displaystyle C_{ijkl}=C_{jikl}\quad }   und   {\displaystyle \quad C_{ijkl}=C_{ijlk}}
des Elastizitätstensors. Außerdem ergibt sich daraus, dass die Matrizen {\displaystyle {\overline {\overline {\sigma }}}} und {\displaystyle {\overline {\overline {\varepsilon }}}} jeweils nur 6 unabhängige Komponenten haben. Die Anzahl der unabhängigen Komponenten im Elastizitätstensor hat sich dadurch auf 6×6=36 reduziert.
Die Hauptsymmetrie
{\displaystyle C_{ijkl}=C_{klij}}
folgt aus der Hyperelastizität, welche das hier angenommene Hookesche Gesetz als Spezialfall enthält, unter Berücksichtigung des Satzes von Schwarz. Dadurch reduziert sich die Anzahl der unabhängigen Elastizitätskomponenten auf 21.
Mithilfe der Voigtschen Notation werden die Komponenten der Spannungs- und Verzerrungsmatrizen jeweils in einem Spaltenvektor zusammengefasst. Dadurch lässt sich das Hookesche Gesetz in der Kelvin-Voigtschen Notation zu
{\displaystyle {\begin{bmatrix}\sigma _{11}\\\sigma _{22}\\\sigma _{33}\\\tau _{23}\\\tau _{13}\\\tau _{12}\end{bmatrix}}={\begin{bmatrix}C_{11}&C_{12}&C_{13}&C_{14}&C_{15}&C_{16}\\C_{21}&C_{22}&C_{23}&C_{24}&C_{25}&C_{26}\\C_{31}&C_{32}&C_{33}&C_{34}&C_{35}&C_{36}\\C_{41}&C_{42}&C_{43}&C_{44}&C_{45}&C_{46}\\C_{51}&C_{52}&C_{53}&C_{54}&C_{55}&C_{56}\\C_{61}&C_{62}&C_{63}&C_{64}&C_{65}&C_{66}\\\end{bmatrix}}{\begin{bmatrix}\varepsilon _{1}\\\varepsilon _{2}\\\varepsilon _{3}\\\gamma _{23}\\\gamma _{13}\\\gamma _{12}\end{bmatrix}}},
bzw. in der Kelvin-Mandelscher Notation
{\displaystyle {\begin{bmatrix}\sigma _{11}\\\sigma _{22}\\\sigma _{33}\\{\sqrt {2}}\tau _{23}\\{\sqrt {2}}\tau _{13}\\{\sqrt {2}}\tau _{12}\end{bmatrix}}={\begin{bmatrix}C_{11}&C_{12}&C_{13}&C_{14}&C_{15}&C_{16}\\C_{21}&C_{22}&C_{23}&C_{24}&C_{25}&C_{26}\\C_{31}&C_{32}&C_{33}&C_{34}&C_{35}&C_{36}\\C_{41}&C_{42}&C_{43}&C_{44}&C_{45}&C_{46}\\C_{51}&C_{52}&C_{53}&C_{54}&C_{55}&C_{56}\\C_{61}&C_{62}&C_{63}&C_{64}&C_{65}&C_{66}\\\end{bmatrix}}{\begin{bmatrix}\varepsilon _{11}\\\varepsilon _{22}\\\varepsilon _{33}\\{\sqrt {2}}\varepsilon _{23}\\{\sqrt {2}}\varepsilon _{13}\\{\sqrt {2}}\varepsilon _{12}\end{bmatrix}}},
darstellen, wobei in dieser Notation aufgrund der Hauptsymmetrie {\displaystyle C_{ij}=C_{ji}} gilt. Je nach Material und dessen Symmetrieeigenschaften können weitere Komponenten eliminiert werden, wie unten deutlich wird.
Im Falle eines quadratisch nichtlinearen Materials ergibt sich der Zusammenhang
{\displaystyle \sigma _{ij}=C_{ij}+C_{ijkl}\varepsilon _{kl}+C_{ijklmn}\varepsilon _{kl}\varepsilon _{mn}}
zwischen Spannungstensor und Verzerrungstensor. Auch hier lassen sich obengenannte Symmetrien ausnutzen und die Matrix-Vektor-Notation einführen.

## Spezielle Elastizitätsgesetze

### Vollständige Anisotropie
Die vollständige (trikline) Anisotropie ist die allgemeinste Form eines Elastizitätsgesetzes. Sie zeichnet sich durch die folgenden Eigenschaften aus:
- keine Symmetrieebenen im Material
- 21 unabhängige Elastizitätskonstanten beschreiben das Gesetz
- Elastizitätsmodul ist richtungsabhängig
- alle Kopplungen sind vorhanden
- Steifigkeitsmatrix ist voll besetzt

Viele Faser-Kunststoff-Verbundwerkstoffe sind anisotrop. Ingenieure versuchen die aus vollständiger Anisotropie resultierenden Effekte zu nutzen.

### Monokline Anisotropie
Die monokline Anisotropie hat für Konstruktionswerkstoffe wenig Bedeutung. Folgende Eigenschaften zeichnen die monokline Anisotropie aus:
- 1 Symmetrieebene im Material
- 13 unabhängige Elastizitätskonstanten beschreiben das Gesetz
- Elastizitätsmodul ist richtungsabhängig
- Kopplungen vorhanden

### Rhombische Anisotropie (Orthotropie)
Viele Konstruktionswerkstoffe sind orthotrop, z. B. technisches Holz, Gewebe, viele Faser-Kunststoff-Verbunde, Walzbleche mit Textur usw. Die Orthotropie darf nicht mit der Anisotropie verwechselt werden. Der bloße richtungsabhängige Elastizitätsmodul ist noch kein Hinweis auf die Anisotropie. Die Orthotropie ist ein Sonderfall eines vollständig anisotropen Elastizitätsgesetzes.
Die Orthotropie zeichnet sich durch die folgenden Eigenschaften aus:
- 3 Symmetrieebenen im Material
- 9 unabhängige Elastizitätskonstanten beschreiben das Gesetz
- Elastizitätsmodul ist richtungsabhängig
- keine Dehnungs-Schiebungs-Kopplung vorhanden

Orthotrope Werkstoffe machen also keine Schubverzerrung, wenn sie gedehnt werden. Dies macht sie für den Konstrukteur leicht handhabbar. Daher wird in der Faserverbundtechnik gezielt mit orthotropen Schichten wie dem ausgeglichenen Winkelverbund gearbeitet. Schichtholz wird so aufgebaut, dass es orthotrope Eigenschaften besitzt.
{\displaystyle C^{-1}={\begin{bmatrix}{\frac {1}{E_{1}}}&-{\frac {\nu _{21}}{E_{2}}}&-{\frac {\nu _{31}}{E_{3}}}&0&0&0\\-{\frac {\nu _{12}}{E_{1}}}&{\frac {1}{E_{2}}}&-{\frac {\nu _{32}}{E_{3}}}&0&0&0\\-{\frac {\nu _{13}}{E_{1}}}&-{\frac {\nu _{23}}{E_{2}}}&{\frac {1}{E_{3}}}&0&0&0\\0&0&0&{\frac {1}{G_{23}}}&0&0\\0&0&0&0&{\frac {1}{G_{31}}}&0\\0&0&0&0&0&{\frac {1}{G_{12}}}\\\end{bmatrix}}}
Anmerkungen: 
- Die Matrix {\displaystyle C} und damit auch ihr Inverses sind symmetrisch. Im Allgemeinen nicht symmetrisch sind hingegen die in der Darstellung verwendeten Konstanten {\displaystyle \nu _{ij}}, für die {\displaystyle \nu _{12}={\frac {E_{1}}{E_{2}}}\nu _{21}}, {\displaystyle \nu _{13}={\frac {E_{1}}{E_{3}}}\nu _{31}} und {\displaystyle \nu _{23}={\frac {E_{2}}{E_{3}}}\nu _{32}} gilt.
- In der obigen Matrix ist folgende Konvention {\displaystyle \nu _{xy}=-{\frac {\varepsilon _{y}}{\varepsilon _{x}}}} für die Berechnung der Querkontraktion angewandt,

### Transversale Isotropie
Die transversale Isotropie zeichnet sich dadurch aus, dass das Elastizitätsgesetz um eine Achse gedreht werden kann, ohne dass es sich ändert. Es ist also gegenüber der Drehung invariant. Ein Beispiel für ein transversal isotropes Material ist ein Rundholz oder eine unidirektionale Schicht. Die elastischen Eigenschaften des Rundholzes ändern sich nicht, wenn man es um seine Längsachse dreht. Dennoch besitzt das Holz unterschiedliche Moduln längs und quer zur Faser.
Die transversale Isotropie wird durch die folgenden Eigenschaften charakterisiert:
- 3 Symmetrieebenen im Material
- 5 unabhängige Elastizitätskonstanten beschreiben das Gesetz, eine mögliche Auswahl ist {\displaystyle E_{1}}, {\displaystyle E_{2}}, {\displaystyle \nu _{12}}, {\displaystyle \nu _{23}} und {\displaystyle G_{12}}[2]
  - Denn es gilt {\displaystyle \nu _{32}=\nu _{23}} und die übrigen Größen in der Matrix ergeben sich aus der Beziehung {\displaystyle {\frac {\nu _{12}}{E_{1}}}={\frac {\nu _{21}}{E_{2}}}}.
- Elastizitätsmodul ist richtungsabhängig, zwei Moduln sind identisch
- keine Dehnungs-Schiebungs-Kopplung vorhanden

Die transversale Isotropie ist ein Sonderfall der allgemeinen Orthotropie.
{\displaystyle C^{-1}={\begin{bmatrix}{\frac {1}{E_{1}}}&-{\frac {\nu _{21}}{E_{2}}}&-{\frac {\nu _{21}}{E_{2}}}&0&0&0\\-{\frac {\nu _{12}}{E_{1}}}&{\frac {1}{E_{2}}}&-{\frac {\nu _{32}}{E_{2}}}&0&0&0\\-{\frac {\nu _{12}}{E_{1}}}&-{\frac {\nu _{23}}{E_{2}}}&{\frac {1}{E_{2}}}&0&0&0\\0&0&0&{\frac {2(1+\nu _{23})}{E_{2}}}&0&0\\0&0&0&0&{\frac {1}{G_{31}}}&0\\0&0&0&0&0&{\frac {1}{G_{21}}}\\\end{bmatrix}}}

### Isotropie
Das isotrope Gesetz ist das bekannteste und wichtigste Elastizitätsgesetz. Mit ihm können nahezu alle Metalle und unverstärkte Kunststoffe beschrieben werden. Auch kurzfaserverstärkte Kunststoffe können isotrop sein, wenn man die Verstärkungsfasern statistisch verteilt (siehe: Faser-Matrix-Halbzeuge). Das isotrope Elastizitätsgesetz zeichnet sich für den Konstrukteur hauptsächlich durch die Invarianz gegenüber der Drehung aus. In einer Konstruktion ist es also unerheblich, wie der isotrope Werkstoff orientiert wird. Gewalzte metallische Bleche können eine schwache Anisotropie aufweisen.
- unendlich viele Symmetrieebenen im Material
- 2 unabhängige Elastizitätskonstanten beschreiben das Gesetz
- Elastizitätsmodul ist nicht richtungsabhängig, zwei Moduln sind identisch
- keine Schiebungs-Dehnung-Kopplung vorhanden

Kelvin Voigt-Schreibweise
{\displaystyle C^{-1}={\begin{bmatrix}{\frac {1}{E}}&-{\frac {\nu }{E}}&-{\frac {\nu }{E}}&0&0&0\\-{\frac {\nu }{E}}&{\frac {1}{E}}&-{\frac {\nu }{E}}&0&0&0\\-{\frac {\nu }{E}}&-{\frac {\nu }{E}}&{\frac {1}{E}}&0&0&0\\0&0&0&{\frac {2(1+\nu )}{E}}&0&0\\0&0&0&0&{\frac {2(1+\nu )}{E}}&0\\0&0&0&0&0&{\frac {2(1+\nu )}{E}}\\\end{bmatrix}}}; {\displaystyle C={\begin{bmatrix}\lambda +2G&\lambda &\lambda &0&0&0\\\lambda &\lambda +2G&\lambda &0&0&0\\\lambda &\lambda &\lambda +2G&0&0&0\\0&0&0&G&0&0\\0&0&0&0&G&0\\0&0&0&0&0&G\\\end{bmatrix}}}
Kelvin-Mandelsche Schreibweise
{\displaystyle C^{-1}={\begin{bmatrix}{\frac {1}{E}}&-{\frac {\nu }{E}}&-{\frac {\nu }{E}}&0&0&0\\-{\frac {\nu }{E}}&{\frac {1}{E}}&-{\frac {\nu }{E}}&0&0&0\\-{\frac {\nu }{E}}&-{\frac {\nu }{E}}&{\frac {1}{E}}&0&0&0\\0&0&0&{\frac {(1+\nu )}{E}}&0&0\\0&0&0&0&{\frac {(1+\nu )}{E}}&0\\0&0&0&0&0&{\frac {(1+\nu )}{E}}\\\end{bmatrix}}}; {\displaystyle C={\begin{bmatrix}\lambda +2G&\lambda &\lambda &0&0&0\\\lambda &\lambda +2G&\lambda &0&0&0\\\lambda &\lambda &\lambda +2G&0&0&0\\0&0&0&2G&0&0\\0&0&0&0&2G&0\\0&0&0&0&0&2G\\\end{bmatrix}}}
Siehe auch: Lamé-Konstanten.

## Kopplungen
Die unterschiedlichen Elastizitätsgesetze zeichnen sich durch ihre Kopplungen aus. Eine Kopplung bezeichnet den Effekt, dass das Material mit einer Verformung außerhalb der Wirkrichtung der Belastung reagiert.

### Dehnungs-Querdehnungs-Kopplung

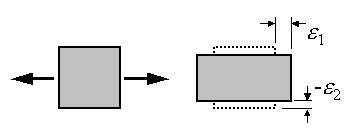
Dehnungs-Querdehnungs-Kopplung

Dies ist die bekannteste Kopplung. Sie wird auch als Querkontraktionskopplung bezeichnet. Die Kopplung bewirkt, dass sich der Werkstoff bei Zug einschnürt, bzw. bei Druck verbreitert. Ingenieure haben gelernt mit der Dehnungskopplung umzugehen und wenden sie gezielt an, z. B. beim Nieten. Praktisch alle Konstruktionswerkstoffe besitzen diese Kopplung.
- verantwortliche Terme: {\displaystyle a_{1\dots 3{,}1\dots 3},i\neq j}

### Dehnungs-Schiebungs-Kopplung

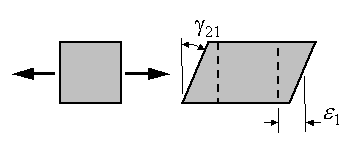
Dehnungs-Schiebungs-Kopplung

Besonders bei anisotropen Werkstoffen tritt diese Kopplung auf. Orthotrope Werkstoffe besitzen sie nicht. Die Dehnungs-Schiebungs-Kopplung erzeugt eine Schiebung bei einer Dehnung des Materials. Umgangssprachlich wird dies auch als Verzug bezeichnet. Mit Hilfe der klassischen Laminattheorie kann untersucht werden, ob ein Werkstoff eine Dehnungs-Schiebungs-Kopplung besitzt.
- verantwortliche Terme: {\displaystyle a_{1\dots 3{,}4\dots 6}} sowie {\displaystyle a_{4\dots 6{,}1\dots 3}}

### Schiebungs-Schiebungs-Kopplung
Die Schiebungs-Schiebungs-Kopplung tritt nur bei anisotropen Werkstoffen auf. Eine Schiebung in der Ebene erzeugt hier auch eine Schiebung aus der Ebene heraus.
- verantwortliche Terme: {\displaystyle a_{4\dots 6{,}4\dots 6},i\neq j}